# ダルトン・アトキンソン尺度
ダルトン・アトキンソン尺度（英: Atkinson index）は、所得格差を表す指標の一つで、所得が完全に平等に分配される状態にした時に社会が諦めねばならない総所得の割合。単にアトキンソン尺度ともいう。経済学者アンソニー・アトキンソンに由来した名称の尺度である。

## 厳密な定義
今、国民がn 人いるとし、国民 i の所得を Yi とし、その平均値を {\displaystyle {\overline {Y}}} とする。さらに、所得がY 円である人の効用（≒満足度）をU (Y ) とする。このとき、「社会全体にとって有益さ」（社会厚生関数）W は、
W = U (Y1 ) + … + U (Yn )
である。
一方、所得を完全に平等に再分配し、国民の所得を全員{\displaystyle (1-D){\overline {Y}}} 円にした場合のW は
{\displaystyle n\cdot U((1-D){\overline {Y}})}
である。
このとき、ダルトン・アトキンソン尺度は、
{\displaystyle U(Y_{1})+\cdots +U(Y_{n})=n\cdot U((1-D){\overline {Y}})}
となるときのD の事である。

### バリエーション
上述の定義では、社会厚生関数W が総和
W = U (Y1 ) + … + U (Yn )
である場合（功利主義的な場合）に対して定義を与えたが、その他の社会厚生関数に対しても同様に定義できる（たとえばロールズ流の社会厚生関数 min{U (Y1 ) , ... , U (Yn )} によっても定義できる）。

## 具体例
アトキンソンは効用関数U (Y )が
U = Y 1-α / (1-α),　　　　（α = 1, 2）
の場合に対して考察している。